# Bərdə
Bərdə – miasto w Azerbejdżanie, w rejonie Bərdə.
Liczba ludności w 2010 r. wynosiła ok. 38 tys.
W mieście rozwinął się przemysł spożywczy, materiałów budowlanych.